# ビル・エリオット

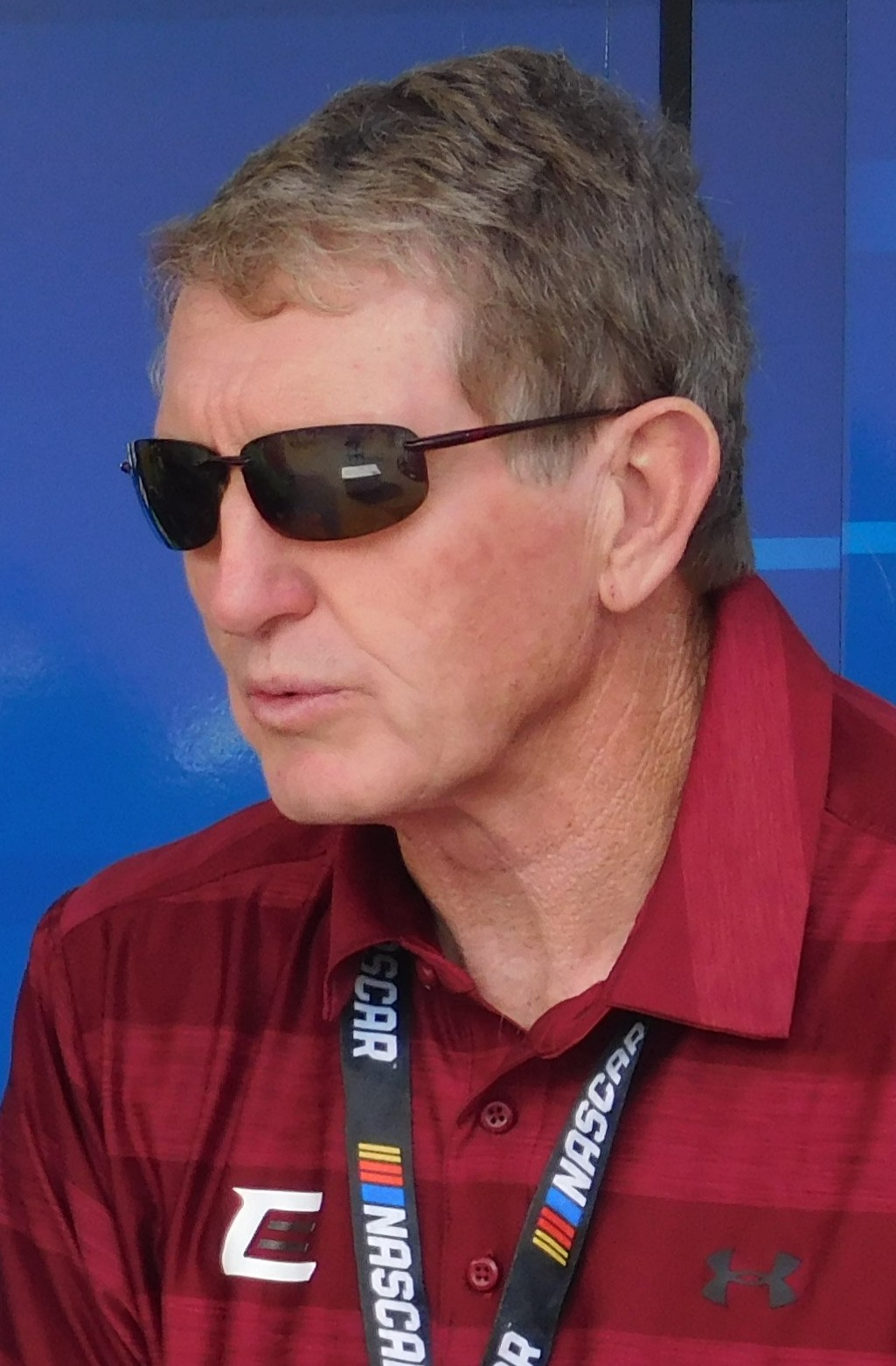
ビル・エリオット(2017年)

ウィリアム・クライド・"ビル"・エリオット・シニア (William Clyde "Bill" Elliott Sr.、1955年10月8日 - ）は、アメリカ合衆国ジョージア州ドーソンビル生まれのナスカーカップ戦のレーシングドライバー。
ナスカーのカップ戦のメインスポンサーがウィンストンの時の1985年・1987年のデイトナ500ウィナー、1988年のウィンストンカップ・シリーズチャンピオンである。彼の息子のチェイス・エリオットは、2016年からヘンドリック・モータースポーツからウィンストン・カップ・シリーズに参戦している。

## 経歴
1976年にウィンストンカップシリーズのロッキンガムに初参戦。1981年からフル参戦。
1983年、最終戦にてキャリア初勝利（勝ったコースは
ロードコースであり、デビューから99戦目での初勝利）。彼の息子のチェイス・エリオットも同じデビューから99戦目にロードコースで勝っている（ビル・エリオットは、リバーサイドインターナショナルレースウェイ。チェイス・エリオットはワトキンズ・グレン・インターナショナル）。
1985年、1987年に年間チャンピオンになる。
2018年、エクスフィニティ・シリーズのロード・アメリカにスポット参戦。これが現時点で彼が最後に参戦したレース。